# Lijst van beroepen in de muziek
Dit is een lijst van muziekgerelateerde beroepen.

## A
- accordeonist
- alpenhoornist
- alt
- altblokfluitist
- althoboïst
- altsaxofonist
- altviolist
- arrangeur

## B
- bandleider
- bandoneonist
- bariton
- baritonsaxofonist
- bas
- basblokfluitist
- basgitarist
- bassaxofonist
- bassist
- beiaardier
- bekkenist
- blaasinstrumentalist
- blazer
- blokfluitist
- bugelist

## C
- carillonist
- cellist
- componist
- castraat
- klavecinist; klavecimbelspeler
- concertmeester
- contrabassist
- contrabassaxofonist
- contrafagottist
- contratenor
- countertenor

## D
- dirigent
- drummer
- dwarsfluitist

## F
- fagottist
- fluitist

## G
- gambist
- gitarist

## H
- harpist
- heckelfonist
- hoboïst
- hoornist

## J
- jachthoboïst
- jachthoornist

## K
- kapelmeester
- keyboardspeler
- klarinettist
- klavechordist
- klavecimbelbouwer
- klavecinist
- klavechordist
- kornettist
- kromhoornist

## L
- librettist
- luitist

## M
- mezzosopraan
- musicus
- muziekleraar
- muziekpedagoog
- muziekproducent
- muziekuitgever
- muzikant

## O
- orgelbouwer
- orgeldraaier
- orgelman
- organist

## P
- panfluitist
- paukenist
- percussionist
- pianist
- pianostemmer
- producer

## S
- saxofonist
- slagwerker
- sopraan
- sopraanblokfluitist
- sopraansaxofonist
- strijkinstrumentalist
- strijkstokkenmaker

## T
- tamboer
- tambour-maître
- tenor
- tenorblokfluitist
- tenorsaxofonist
- toetsenist
- trombonist
- trommelaar
- trommelslager
- trompettist
- tubist

## V
- vibrafonist
- vioolbouwer
- violist

## X
- xylofonist

## Z
- zagist
- zanger
- zangleraar